# 리 헌트

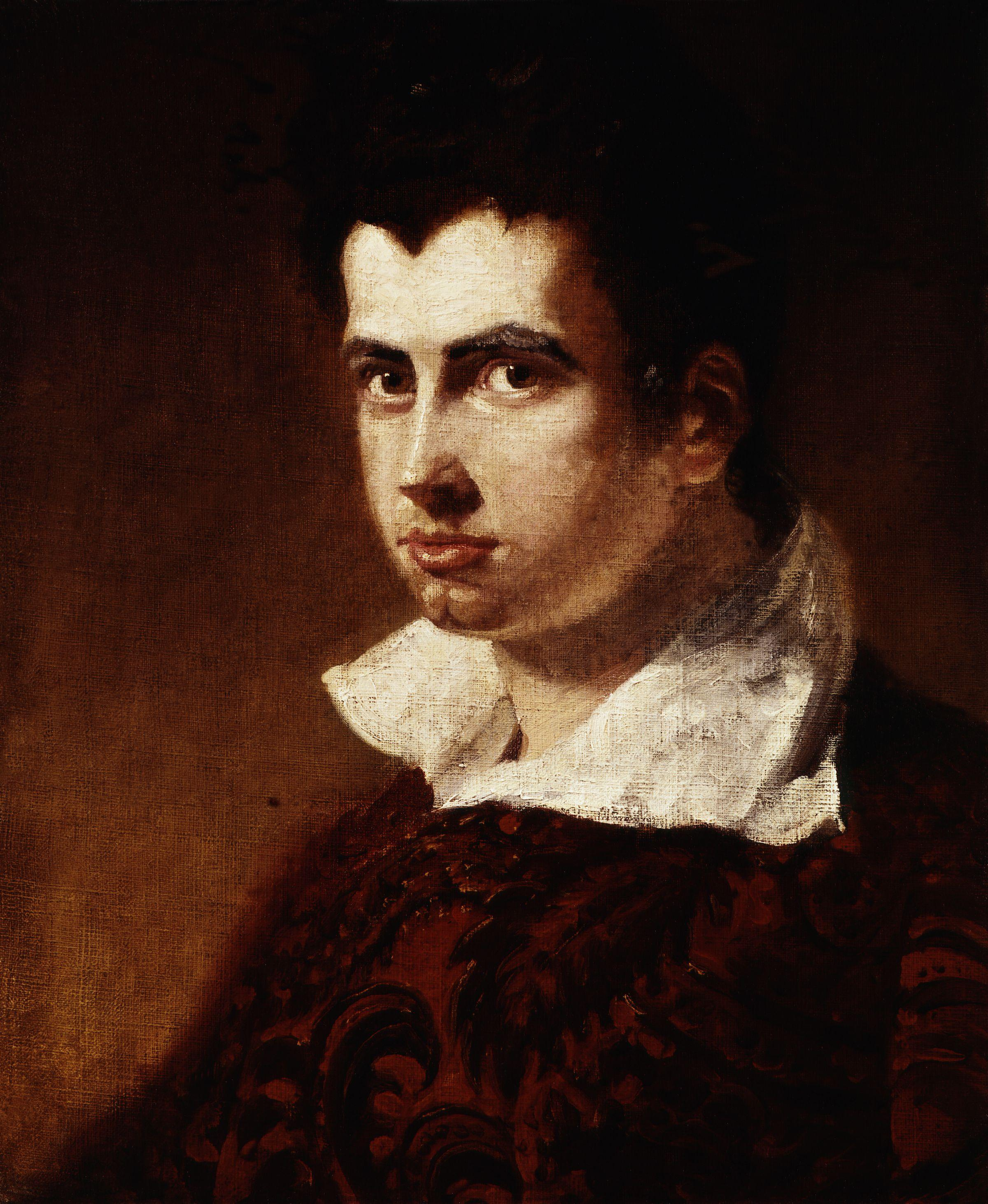

리 헌트(Leigh Hunt, 1784년 10월 19일 ~ 1859년 8월 28일)는 영국의 비평가, 시인이다.
시 이외에 평론·수필을 썼고 잡지 <시험자>와 <반성자>를 내며 경쾌한 붓으로 다방면의 문제를 논하여 문단 저널리스트 겸 발행 실무자로서 활약하였다. 저작으로는 <상상과 공상>(1844)과 <자서전>(1850)이 있다.
윌리엄 해즐리트(1778-1830)의 업적으로 문예비평사에 남을 만한 것은 <셰익스피어극 인물론>(1817), <영국 시인강의>(1818), <영국 희곡작가(戱曲作家) 강의>(1819)일 것이다. 이것은 그의 견식이 남다르다는 것을 보여준다. 또 <청년시절에 있어서 불사(不死)의 감정> <여행> <시인과의 지우(知遇)> 등 우수한 에세이와 그 밖에도 미술론과 연극론이 있다.
월터 사베지 랜더는 시인으로서의 재간도 풍부하였으나 고전에 정통한 작가이기도 했다. 그는 낭만주의적인 데도 있었으나 주된 취미는 고전적이라 할 것이다. 그 조탁(彫琢)한 표현은 그의 대표작인 산문 <가상대담집(假想對談集)>(1824-29) 5권에서 찾아 볼 수 있다.
이 시대의 산문의 대가로 드 퀸시 및 찰스 램이 있다. 특히 후자는 에세이스트로서 영국 문학사상 탁월한 위치를 점하고 있다.